# This Is All Yours
This Is All Yours is het tweede studioalbum van de Britse band alt-J. Het werd uitgebracht op 22 september 2014 onder Infectious Records en werd voorafgegaan door de singles Hunger of the Pine, Left Hand Free en Every Other Freckle.

## Tracklist
Alle muziek en teksten zijn geschreven door Joe Newman, Gus Unger-Hamilton and Thom Green, behalve hidden track Lovely Day, geschreven door Bill Withers en Skip Scarborough. 
| 1.                 | Intro                                                                   | 4:38 |
| 2.                 | Arrival in Nara                                                         | 4:13 |
| 3.                 | Nara                                                                    | 4:56 |
| 4.                 | Every Other Freckle                                                     | 3:36 |
| 5.                 | Left Hand Free                                                          | 2:53 |
| 6.                 | ❦ (Garden of England)                                                   | 1:07 |
| 7.                 | Choice Kingdom                                                          | 4:17 |
| 8.                 | Hunger of the Pine                                                      | 4:59 |
| 9.                 | Warm Foothills                                                          | 3:45 |
| 10.                | The Gospel of John Hurt                                                 | 5:15 |
| 11.                | Pusher                                                                  | 3:29 |
| 12.                | Bloodflood Pt. II                                                       | 5:19 |
| 13.                | Leaving Nara (eindigt op 1:59, hidden track Lovely Day begint aan 3:00) | 7:01 |
| Totale duur: 55:28 |                                                                         |      |